# Jagger Eaton
Jagger Eaton (født 21. februar 2001 i Mesa, Arizona) er en amerikansk professionel skateboarder, der vandt sølv ved X Games Norge i 2018, mellem brasilianerne Kelvin Hoefler og Felipe Gustavo.
Under sommer-OL 2020 i Tokyo vandt han bronze i street..
Ved sommer-OL 2024 i Paris vandt han sølv.